# Mitsuoka MC-1
Mitsuoka MC-1 — одноместное транспортное средство с двигателем объёмом 49 куб.см, развивающее скорость не более 50 км/ч, выпускаемое с 1998 года японским автопроизводителем Mitsuoka исключительно для внутреннего японского рынка и предназначенное для тех же категорий участников дорожного движения, что и мопеды.

## История
Компания Mitsuoka была основана в 1968 году выпускником технического колледжа Сусумой Мицуокой. Поначалу фирма занималась предпродажной подготовкой бывших в употреблении автомобилей, затем — импортом французских микроавтомобилей с двигателями объёмом около 50 куб.см, и в 1982 году Mitsuoka приступила к выпуску собственных аналогичных транспортных средств, названных Bubu Shuttle.
Спустя некоторое время основным видом деятельности компании стал выпуск так называемых реплик, машин с внешностью в стиле знаменитых автомобилей прошлых лет, но с современными агрегатами. Одна из этих моделей, Mitsuoka Zero 1, представляет собой реплику известного Lotus Seven. В 1998 году модельный ряд микролитражных одноместных машин был обновлён, так и появилась модель MC-1.

## Конструкция
Несущим элементом конструкции одноместной заднеприводной Mitsuoka MC-1 является выполненный из пластика кузов, подвеска всех колёс независимая. 1-цилиндровый двигатель объёмом 49 куб.см развивает мощность в 6,1 л.с. и работает в паре с вариатором. Съёмный верх и двери MC-1 выполнены из ткани, двери и задняя часть тента являются съёмными.